# Moita Bonita
Moita Bonita es un municipio brasilero del estado de Sergipe. Se localiza a una latitud 10° 34′ 39″ sur y a una longitud 37º20'34" oeste, a una altitud de 212 metros. Su población estimada en 2004 era de 11.541 habitantes.
Posee un área de 95,72 km².

## Historia
La ciudad de Moita Bonita se originó de una localidad llamada Alto do Coqueiro que era una pequeña aglomeración de viviendas, donde había muchos cocoteros. Como el lugar era un poco elevado, se le dio el nombre de Alto do Coqueiro y la población moitense estaba formada por blancos, negros e indios.
El 24 de julio de 1957, el poblado fue elevado a la categoría de villa, por la Ley Estatal n.º 823/57. El lugar se fue desenvolviendo bajo la jurisdicción del municipio de Itabaiana, que tenía en aquella época como jefe político a Euclides Paes Mendonça, natural de sierra del Machado (Ribeirópolis), gran rival político y enemigo de su hermano Pedro Paes Mendonça, entonces Diputado Estatal, que fue el idealizador de la Ley Estatal n.º 1.165 del 12 de marzo de 1963 que creó el municipio de Moita Bonita, emancipándolo definitivamente del Municipio de Itabaiana.